# كأس دوري أبطال أوروبا
كأس دوري أبطال أوروبا وتُسمى أيضاً كأس ذات الأذنين (بالإنجليزية: European Champion Clubs' Cup)، هي الجائزة الرسمية المٌقدمة من قِبل الاتحاد الأوروبي لكرة القدم إلى النادي الفائز ببطولة دوري أبطال أوروبا. كانت تُعرف في النظام القديم باسم كأس أوروبا حتى تغيّر اسمها مع النظام الجديد في موسم 1992–93. يُعتبر نادي سيلتيك هو أول من فاز بالكأس الحديثة في عام 1967 بينما يُعتبر نادي ريال مدريد أول وكذلك آخر من فاز بالكأس القديمة في عامي 1956 و1966.

## تاريخ

### الكأس القديمة

الكأس القديمة.

يرجع تاريخ أول كأس للبطولة إلى خمسينات القرن الماضي حيث كان هدية من صحيفة ليكيب الفرنسية. ووفقا للنظام السائد وقتها، استطاع فريق ريال مدريد امتلاك هذه الكأس مدى الحياة بعد الفوز بها للمرة السادسة عام 1966.
كان شكل الكأس أصغر من الكأس الحالية، مع مسكات اليد لا تتعدى قمة الكأس على خلاف الشكل الحالي، وكانت أيضاً مصنوعة من الفضة. فاز بالكأس القديمة أربعة أندية فقط في 11 موسم، وهم ريال مدريد (6 مرات) ونادي بنفيكا (مرتين) وإنتر ميلان (مرتين) وميلان (مرة)، حيث يُعتبر ريال مدريد آخر من فاز بالكأس القديمة قبل أن تتغير إلى الشكل الحالي في عام 1967.

### الكأس الجديدة
صُممت الكأس الجديدة على يد الصائغ السويسري جورج ستادلمان، الذي صبّها من الفضة الخالصة، ويبلغ وزن هذه الكأس 8 كيلوغرام، وتقدر قيمتها بنحو 10 الآف فرنك سويسري، وقد نُقش عليها عبارة «كأس بطل الأندية الأوروبية» (بالفرنسية: COUPE DES CLUBS CHAMPIONS EUROPÉENS). يمنح البطل نسخة مقلدة عن هذه الكأس يصل وزنها إلى حوالي 80% من وزن الأصلية، ليحتفظ بها دائما. أما الكأس الاصلية فتعود إلى الاتحاد الأوروبي في العام التالي.
بدأ الاتحاد الأوروبي في منح الجائزة للبطل بشكلها الجديد بدءً من موسم 1966–67 ويُعتبر نادي سيلتيك أول من فاز بالكأس الحديثة.
قرر الاتحاد الأوروبي لكرة القدم في عام 2001 إلغاء قاعدة امتلاك النادي للكأس (المستخدمة قديما) وتم استبدالها بشعار أزرق يمنح للاندية التي تتمكن من الحصول على البطولة 3 مرات متتالية أو 5 مرات بشكل متفرق. وتعتبر فرق ريال مدريد، ميلان، ليفربول، بايرن ميونيخ، برشلونة وأياكس الوحيدة التي حازت علي شارة الفائز المتعدد.

## الفائزون

شارة الفائز المتعدد.

### الكأس القديمة
- ريال مدريد (6) – 1956، 1957، 1958، 1959، 1960، 1966
- بنفيكا (2) – 1961، 1962
- إنتر ميلان (2) – 1964، 1965
- ميلان (1) – 1963

### الكأس الحديثة
- ريال مدريد (9) – 1998، 2000، 2002، 2014، 2016، 2017، 2018، 2022، 2024
- إيه سي ميلان (6) – 1969، 1989، 1990، 1994، 2003، 2007
- بايرن ميونخ (6) – 1974، 1975، 1976، 2001، 2013، 2020
- ليفربول (6) – 1977، 1978، 1981، 1984، 2005، 2019
- برشلونة (5) – 1992، 2006، 2009، 2011، 2015
- أياكس (4) – 1971، 1972، 1973، 1995
- مانشستر يونايتد (3) – 1968، 1999، 2008
- نوتينغهام فورست (2) – 1979، 1980
- يوفنتوس (2) – 1985، 1996
- بورتو (2) – 1987، 2004
- تشيلسي (2) – 2012، 2021
- سيلتيك (1) – 1967
- فيينورد (1) – 1970
- أستون فيلا (1) – 1982
- هامبورغ (1) – 1983
- ستيوا بوخارست (1) – 1986
- آيندهوفن (1) – 1988
- النجم الأحمر بلغراد (1) – 1991
- أولمبيك مرسيليا (1) – 1993
- بوروسيا دورتموند (1) – 1997
- إنتر ميلان (1) – 2010
- مانشستر سيتي (1) – 2023
- باريس سان جيرمان (1) – 2025